# اتحاد العاملين في القطاع الخاص الكويتي
اتحاد العاملين في القطاع الخاص الكويتي منظمة نقابية تم إشهار الاتحاد بتاريخ 4 يونيو 2017.
مؤسس وأول رئيس للاتحاد هو القيادي النقابي سعود راشد الحجيلان. ينطوي تحت مظلة اتحاد العاملين في القطاع الخاص النقابات الخاصة الكويتية وهو الممثل القانوني لجميع العاملين في القطاع الخاص في دولة الكويت.